# Tomoya Uemura
Tomoya Uemura (植村 友哉 Uemura Tomoya?), född 19 maj 2000 i Kanagawa prefektur, är en japansk fotbollsspelare.
Uemura började sin karriär 2019 i YSCC Yokohama.